# Raduč (Lovinac)
Raduč je naselje je u općini Lovinac, (Ličko-senjska županija, Hrvatska). Do novog teritorijalnog ustrojstva Hrvatske mjesto je pripadalo ranijoj velikoj općini Gospić. 

## Stanovništvo
- 2001. – 11
- 1991. – 336 (Srbi – 300, ostali – 36)
- 1981. – 407 (Srbi – 373, Jugoslaveni – 29, Hrvati – 2, ostali – 3)
- 1971. – 523 (Srbi – 512, Hrvati – 4, Jugoslaveni – 2, ostali – 5)

## Poznate osobe
- Rodom iz Raduča je Milutin Tesla, otac izumitelja Nikole Tesle.
- Rodom iz Raduča je baka po majci Borisa Tadića, bivšeg srbijanskog predsjednika.

## Vanjske poveznice
|  | Zajednički poslužitelj ima još gradiva o temi Raduč (Lovinac) |